# Campo Número Ciento Trece
Campo Número Ciento Trece är en ort i Mexiko.   Den ligger i kommunen Cuauhtémoc och delstaten Chihuahua, i den nordvästra delen av landet, 1 300 km nordväst om huvudstaden Mexico City. Campo Número Ciento Trece ligger 2 043 meter över havet och antalet invånare är 132.
Terrängen runt Campo Número Ciento Trece är platt åt nordost, men åt sydväst är den kuperad. Runt Campo Número Ciento Trece är det ganska glesbefolkat, med 43 invånare per kvadratkilometer. Närmaste större samhälle är Bachiniva, 14,8 km väster om Campo Número Ciento Trece. Trakten runt Campo Número Ciento Trece består till största delen av jordbruksmark.